# Laddonia
Laddonia är en ort i Audrain County i Missouri. Vid 2010 års folkräkning hade Laddonia 513 invånare.